# Kudamatsu
Kudamatsu (下松市?) è una città giapponese della prefettura di Yamaguchi.